# 핵중심구구조문법
핵중심구구조문법 (Head-Driven Phrase Structure Grammar, HPSG)은 고도로 어휘화된 비도출적 생성문법 이론으로, 칼 폴라드와 이반 사그가 개발하였다. 이 문법은 구구조문법의 일종으로 의존 문법과 대립되며, 일반화구구조문법의 체계를 계승한다. 핵중심구구조문법은 문법 이론에 컴퓨터 과학(자료형 체계 이론과 지식 표상)과 페르디낭 드 소쉬르의 기호 개념을 도입하였다. 이 문법은 단일한 형식 체계를 가지고 모듈적인 방식으로 조직되어 있기 때문에 자연 언어 처리에 유리한 것으로 평가된다.
핵중심구구조문법에서는 문법 원리, 문법 규칙과 함께 어휘부가 문법의 일부분으로 간주된다. 이 문법의 형식주의는 어휘주의에 바탕을 두고 있다. 즉 어휘부는 단순히 어휘 항목의 목록이 아니다. 어휘부는 그 자체로 고도로 구조화되어 있다. 개별 어휘 항목은 유형으로 표시되며, 유형은 위계를 이룬다. 이 문법의 초기 버전은 고도의 어휘 정보와 미량의 문법 규칙(도식)으로 이루어져 있었다. 이론이 발전하면서 규칙은 점점 더 추가되어 왔으며 구문문법과 흡사한 모습을 띠게 되었다.
핵중심구구조문법의 기본 유형은 기호와 상호작용한다. 단어와 구는 기호의 두 하위유형이다. 단어는 두 종류의 자질을 가진다. [PHON]은 음성 정보이고 [SYNSEM]은 통사 의미 정보이다. 두 자질은 다시 하위 자질로 분석된다. 기호와 규칙은 유형화된 자질 구조로 형식화된다.

## 같이 보기
- 어휘기능문법
- 관계문법

## 참고 문헌
1. ↑  Pollard, Carl, and Ivan A. Sag. 1987. Information-based syntax and semantics. Volume 1. Fundamentals. CLSI Lecture Notes 13.
2. ↑  Pollard, Carl; Ivan A. Sag. (1994). Head-driven phrase structure grammar. Chicago: University of Chicago Press.
3. ↑  Sag, Ivan A. 1997. English Relative Clause Constructions. Journal of Linguistics . 33.2: 431-484

- 김종복(2004), 한국어 구구조문법, 한국문화사.